# Karol Józef Fischer
Karol Józef Fischer (13. března 1847 Jasło – 21. září 1931 Přemyšl) byl rakouský římskokatolický duchovní a politik polské národnosti z Haliče, na konci 19. století poslanec Říšské rady.

## Biografie
Byl synem úředníka. Po časné smrti rodičů byl vychováván babičkou a strýcem. Vychodil národní školu v Jasłu, gymnázium studoval ve Lvově, Krakově a Rzeszowě, kde roku 1865 získal maturitu. V letech 1865–1869 studoval teologii v Přemyšli a 18. srpna 1865 byl vysvěcen na kněze. Do konce prosince 1870 pak působil jako vikář v Sanoku, pak do září 1871 v Drohobyči. V letech 1871–1872 studoval teologii ve Vídni, ale ze zdravotních důvodů přerušil studia po jednom roce. 17. září 1872 nastoupil jako vikář v Jasłu. Potom v letech 1874–1888 působil coby probošt v Tarnowci, kde se zasloužil o renovaci kostela. V roce 1888 převzal farnost Dobrzechów, kde za jeho působení došlo k výstavbě nového kostela. Snažil se o rozšiřování církevních aktivit v oblasti vzdělávání a spolkové činnosti. Od roku 1887 časopisecky publikoval svá kázání, jejichž obsah se šířil i do etnicky polských oblastí v Prusku nebo mezi polskými komunitami v USA. Roku 1896 byl jmenován čestným kanovníkem kapituly v Přemyšli. Roku 1899 mu byl nabídnut post ve vedení katedry pastorační teologie na Jagellonské univerzitě, ale nepřijal ho. Roku 1901 byl na popud biskupa Józefa Sebastiana Pelczara jmenován titulárním biskupem a pomocným biskupem v Přemyšli. Do úřadu byl uveden 19. května 1901. Zároveň byl jmenován generálním vikářem. Po smrti biskupa Pelczara byl od března do listopadu 1924 kapitulním vikářem. Za první světové války, kdy byl Přemyšl dvakrát obléhán, se snažil o ulehčení podmínek pro civilní obyvatelstvo. Odsoudil masakr místních Ukrajinců obviněných z neloajality vůči státu.
V roce 1897 byl zvolen do okresního výboru v Rzeszowě.
Byl i poslancem Říšské rady (celostátního parlamentu Předlitavska), kam usedl v doplňovacích volbách roku 1895 za kurii venkovských obcí v Haliči, obvod Rzeszów, Kolbuszowa atd. Nastoupil 21. února 1895 místo Zdzisława Tyszkiewicze. Mandát obhájil ve volbách roku 1897, nyní za všeobecnou kurii, 6. voleb. obvod: Rzeszów, Ropczyce, Dembica atd. Ve volebním období 1891–1897 se uvádí jako Karl Fischer, farář a titulární kněz, bytem Dobrzechów.
Po svém nástupu na Říšskou radu se stal členem Polského klubu. Ve volbách roku 1897 se uvádí jako polský kandidát.